# Kalb ar-Riszat

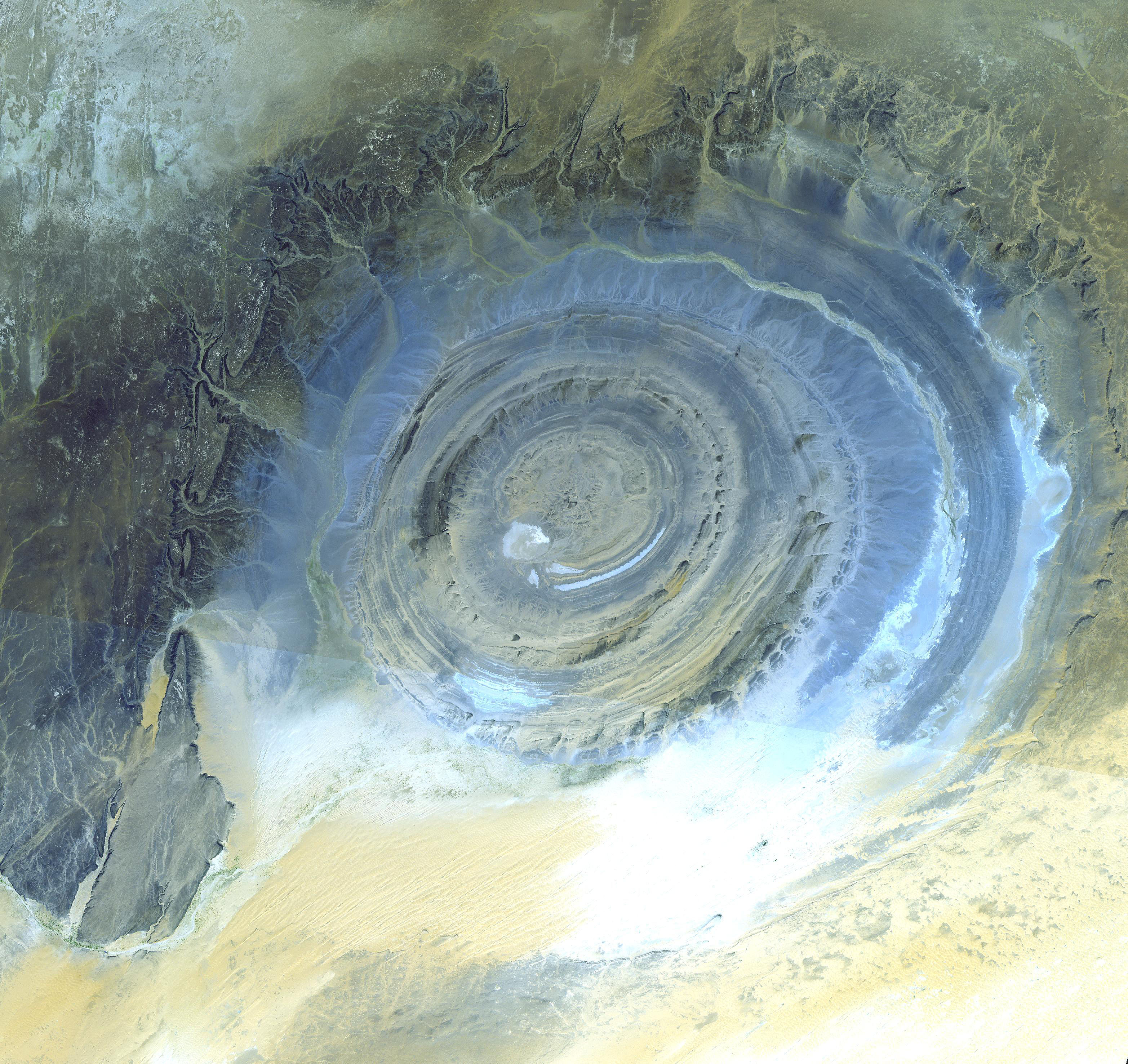
Kalb ar-Riszat – widok z kosmosu

Kalb ar-Riszat (ar. قلب الريشات  Qalb ar-Rīšāt, fr. Guelb er Richât) – okrągła, przypominająca krater struktura geologiczna na Saharze, ok. 25 km na północny wschód od miasta Wadan w Mauretanii.
Struktura mierzy prawie 50 km średnicy i jest doskonale widoczna z kosmosu. Jej pochodzenie długo było tematem debat. Pierwotnie uważano ją za krater uderzeniowy, później za niedoszły wulkan. Ostatecznie geolodzy opisali jej genezę jako poddany erozji szczyt okrągłej kopuły płaszcza ziemskiego – formacji utworzonej z cylindrycznie ułożonych warstw skał różnego typu, wybrzuszonej, a następnie poddanej długotrwałej erozji.
Ze względu na charakterystyczny kształt formacja bywa nazywana Okiem Afryki lub Okiem Sahary.

## Hipoteza o Atlantydzie
Według jednej z hipotez Kalb ar-Riszat jest pozostałością po Atlantydzie. Wskazywać na to ma pełna zgodność kształtu i rozmiaru Oka Afryki z opisem mitycznej krainy spisanym przez Platona oraz ślady tego, że dawniej na tym terenie płynęły rzeki, o czym również wspomina Platon. Teza ta spotkała się jednak z odrzuceniem przez większość naukowców. 